# Senat Ziehm
Der Senat Ziehm bildete vom 9. Januar 1931 bis zum 30. Mai 1933 die Regierung der Freien Stadt Danzig. Der Senat bestand gemäß Artikel 25 der Verfassung der Freien Stadt Danzig aus 6 hauptamtlichen und 6 ehrenamtlichen Senatoren.
| Status       | Amt                                             | Name                        | Partei  |
| ------------ | ----------------------------------------------- | --------------------------- | ------- |
| Hauptamtlich | Präsident des Senats Landwirtschaft             | Ernst Ziehm                 | DNVP    |
| Hauptamtlich | Stellvertreter des Präsidenten Soziale Fürsorge | Willibald Wiercinski-Keiser | Zentrum |
| Ehrenamtlich | Inneres                                         | Georg Hinz                  | DNVP    |
| Hauptamtlich | Kultus                                          | Alfred Winderlich           | DNVP    |
| Hauptamtlich | Finanzen                                        | Julius Hoppenrath           | NatBl   |
| Hauptamtlich | öffentliche Arbeiten und Handel                 | Hugo Althoff                | Zentrum |
| Hauptamtlich | Betriebe, Verkehr und Arbeit                    | Kurt Blavier                | NatBl   |
| Ehrenamtlich | Justiz                                          | Fritz Dumont                | NatBl   |
| Ehrenamtlich |                                                 | Heinrich Schwegmann         | DNVP    |
| Ehrenamtlich |                                                 | Kaufmann Senftleben         | DNVP    |
| Ehrenamtlich |                                                 | Anton Sawatzki              | Zentrum |
| Ehrenamtlich |                                                 | Bruno Kurowski              | Zentrum |
| Ehrenamtlich |                                                 | Karl Formell                | Zentrum |